# واز-۲۱۰۱
وی‌ای‌زد-۲۱۰۱ (VAZ-۲۱۰۱) خودرویی است که در سال‌های ۱۹۷۰ تا ۱۹۸۴تولید شده‌است. 
این خودرو در کلاس خودرو خانواده قرار گرفته و طراحی آن خودروهای موتور جلو-محور عقب بوده طول آن در حالت طبیعی ۴٬۰۷۳ میلیمتر (۱۶۰٫۴ اینچ) و عرض آن در حالت طبیعی ۱٬۶۱۱ میلیمتر (۶۳٫۴ اینچ) است. سیستم جعبه‌دندهٔ آن ۴ دنده است.

## نگارخانه

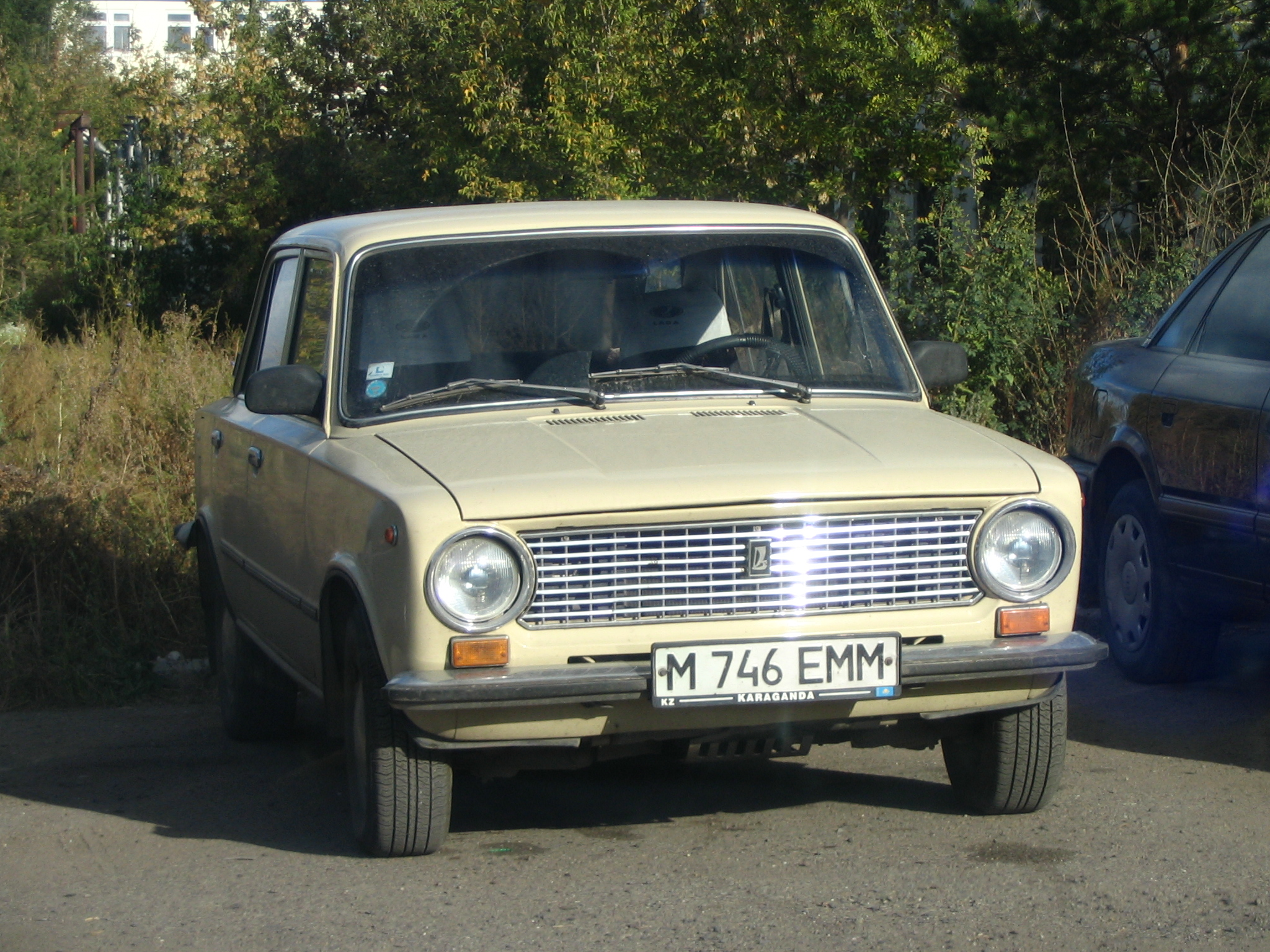
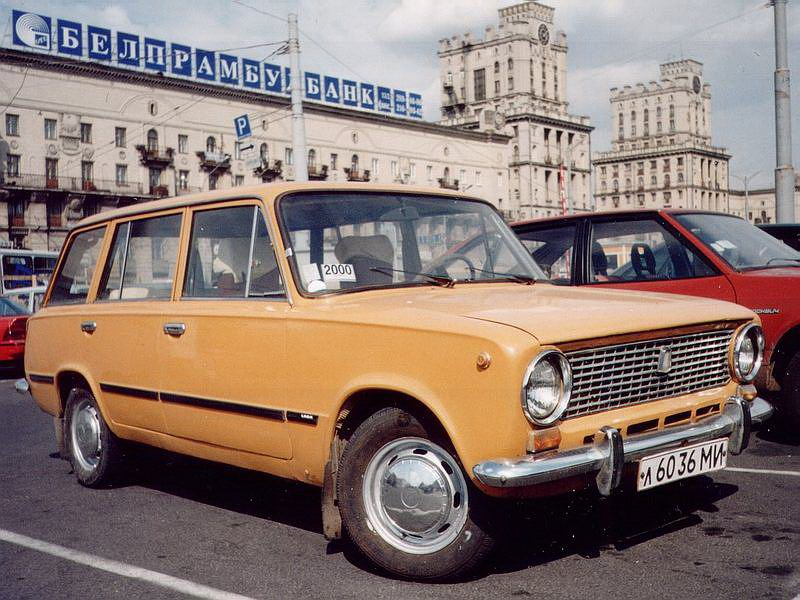
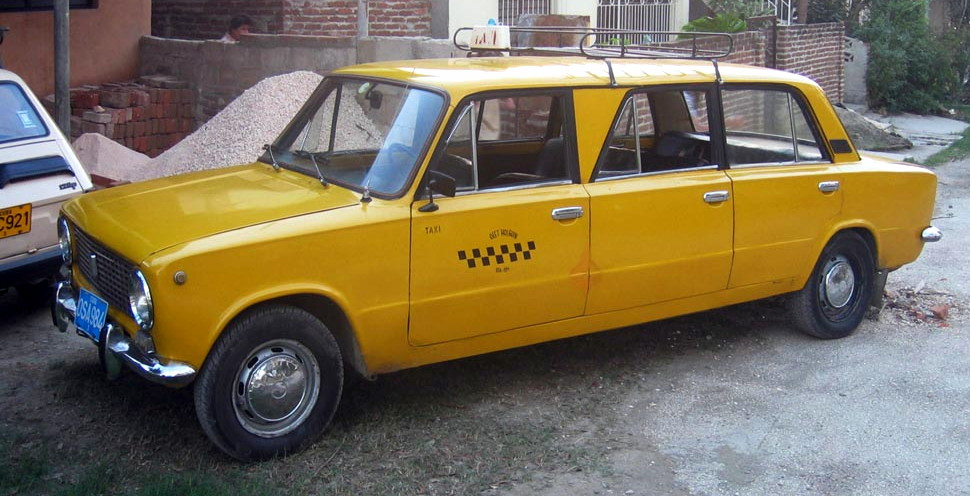